# Гипоидная передача

Гипоидная передача, общий вид.
1 — ведомая шестерня,
2 — ведущая шестерня,
H — гипоидное смещение.

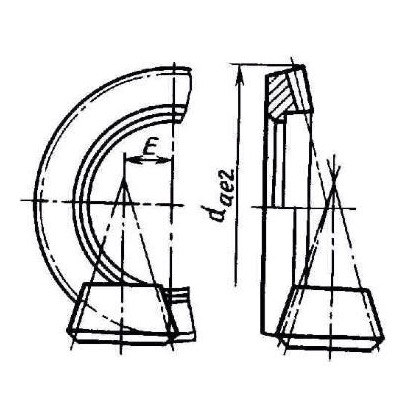
Оси гипоидной передачи смещены на величину так называемого «гипоидного смещения» Е=k_{E}d_{m2}, где k_{E} — коэффициент гипоидного смещения (обычно k_{E}=0,2—0,3), а d_{m2} — средний начальный диаметр колеса

Варианты направления зубьев гипоидной передачи

Гипо́идная переда́ча — гиперболоидная зубчатая передача с конической начальной и делительной поверхностями зубчатых колёс. В отличие от обычных конических зубчатых передач, начальные конусы которых имеют совпадающие вершины и касаются по общей образующей, вершины начальных конусов гипоидных колес не совпадают, а их оси смещены на величину так называемого «гипоидного смещения». Зубчатые колёса гипоидной передачи в большинстве случаев имеют круговую линию зубьев и всегда пропорционально уменьшающуюся высоту от наружного к внутреннему диаметру. Как и все гиперболоидные передачи характеризуется повышенной нагрузочной способностью, плавностью хода, бесшумностью работы, а также повышенной требовательностью к точности изготовления и монтажа. Передаточное отношение от 1 до 10, максимально до 60.

## Преимущества и недостатки

### Преимущества
- Обеспечивается линейный контакт зубьев шестерни и зубчатого колеса, благодаря чему передача обладают большой нагрузочной способностью[2].
- Так как оси шестерни и колеса не пересекаются, это позволяет шире применять двусторонние опоры для вала шестерни (вместо консольного закрепления в конической передаче), которые увеличивают жёсткость и нагрузочную способность гипоидных передач[2].
- Благодаря наличию дополнительного продольного скольжения между зубьями, гипоидные передачи работают более плавно по сравнению с коническими, отличаются хорошей прирабатываемостью зубьев и меньшей шумностью[2].
- Возможность проектирования и изготовления для произвольного угла скрещивания осей шестерни и колеса[2].
- Благодаря тому, что в зацеплении одновременно находится несколько пар зубьев, передача может применяться в механизмах высокой точности[2].

### Недостатки
- Склонность к образованию задиров на рабочих поверхностях зубьев, из-за чего приходится изготавливать из металла с высокой твердостью (HRC > 40—50) и использовать специальные противозадирные смазки (так называемые гипоидные масла)[3].
- Трудность изготовления из-за сложной формы зубьев требований к повышенной точности[3].
- Работа передачи при прямом и обратном вращении имеет различное трение вследствие асимметричности зацепления[3].

## Проверочный расчет
Проверяют передачу по контактной, изгибной выносливостям и по условию отсутствия заедания рабочих поверхностей зубьев.

## Применение
Гипоидные передачи применяются:

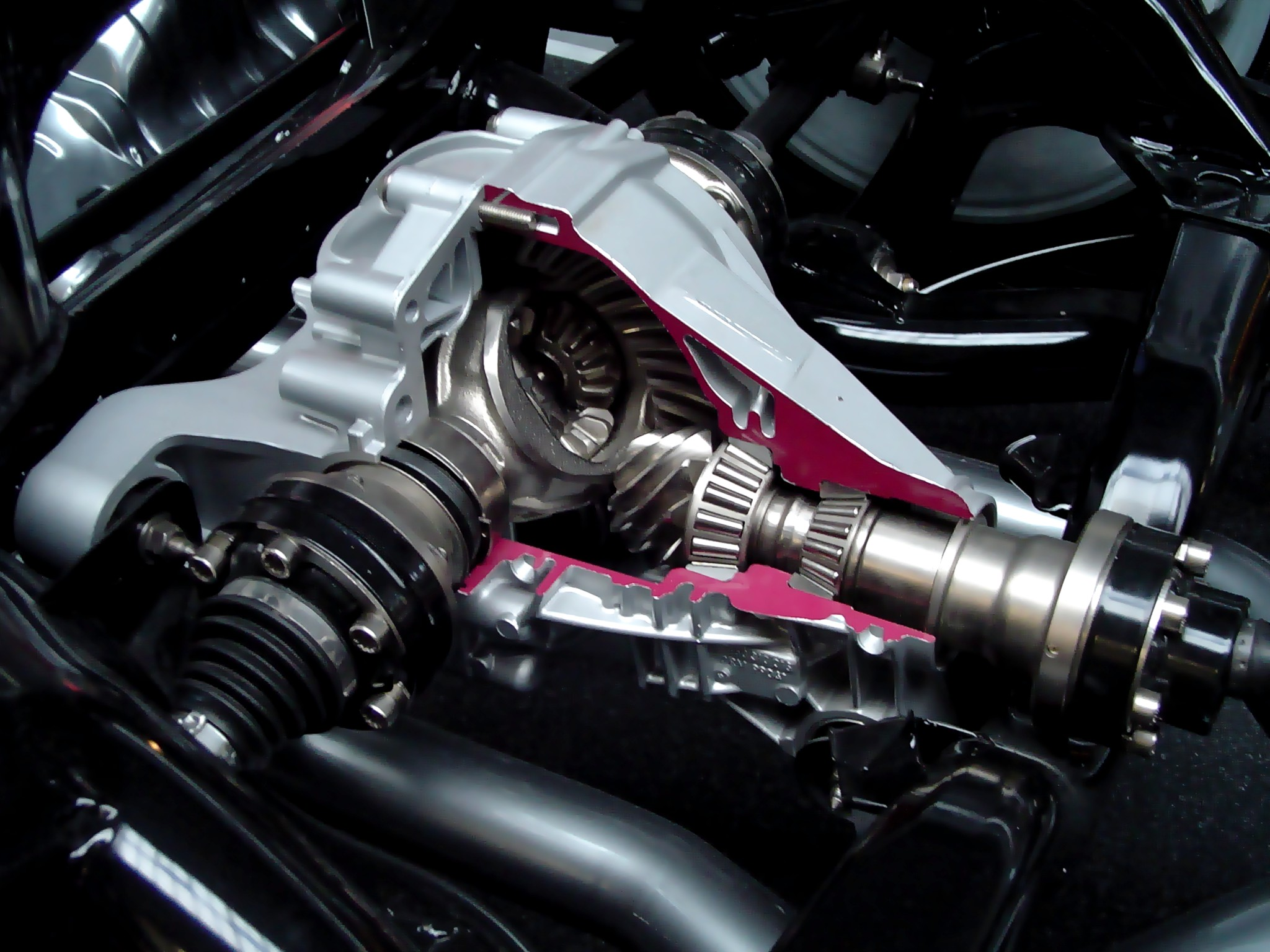
Мост с гипоидной передачей и дифференциалом

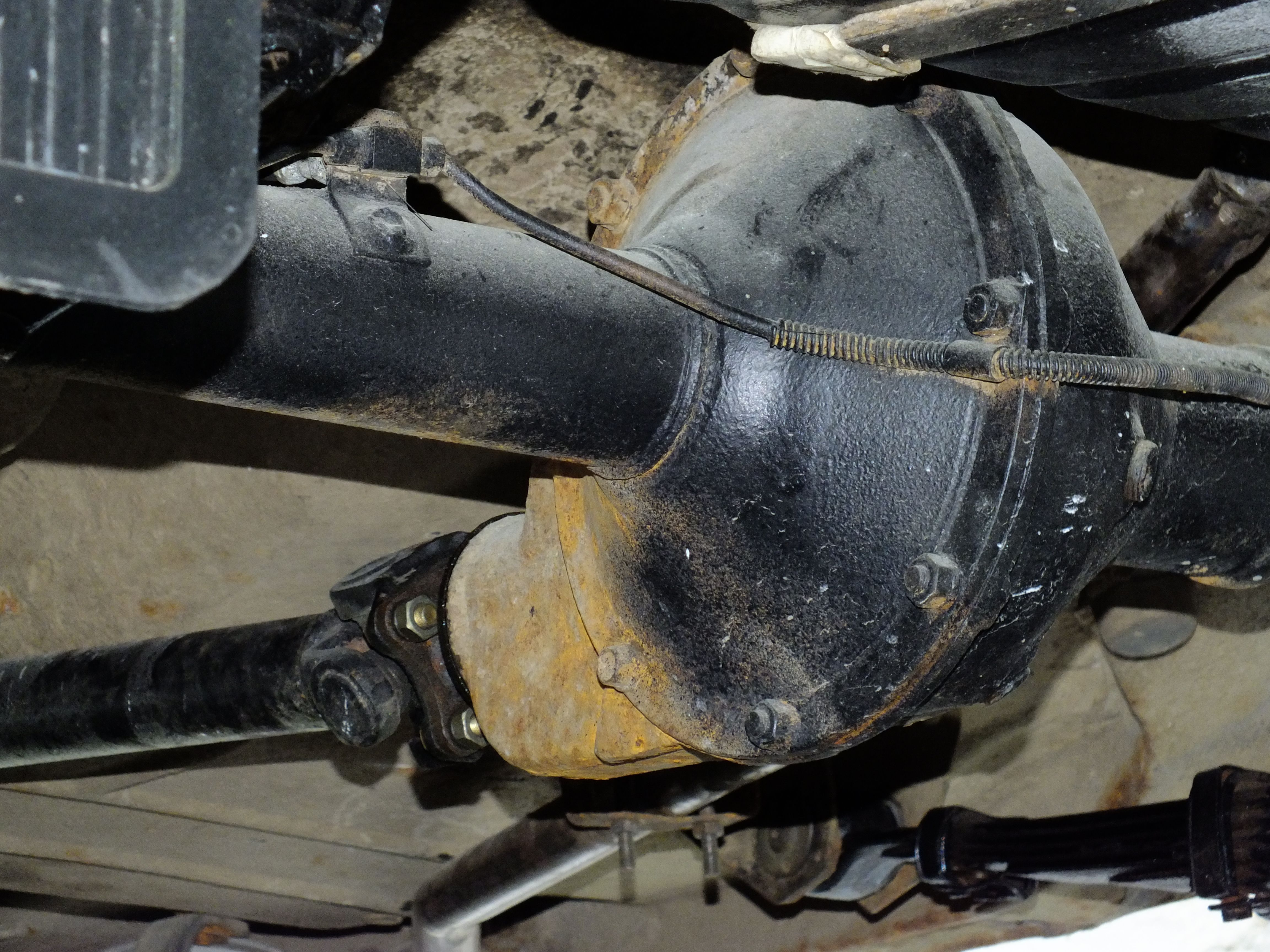
Задний мост с гипоидной передачей автомобиля ГАЗ-21 «Волга». Низкое расположение карданного вала позволяет уменьшить высоту пола в салоне (или высоту «тоннеля» под карданный вал).

- для привода ведущих осей автомобилей, тракторов, железнодорожных дрезин и локомотивов;
- в редукторах мотоциклов с карданным приводом;
- в приводах динамо-машин железнодорожных пассажирских вагонов от осей колёс. В данном случае, гипоидная передача является ускорительной (передаточное отношение в пределах от 1/2,5 до 1/4 при передаваемой мощности 25—25 кВт);
- для точной передачи вращения в механизмах, машинах и станках, например, в зуборезных автоматах, так как имеют в зацеплении одновременно большое число зубьев;
- в приборостроении.

В легковых автомобилях широкое распространение гипоидных передач объясняется не только их повышенной нагрузочной способностью и более плавной работой и меньшим шумом по сравнению с коническими, но также и тем, что благодаря гипоидному смещению оси шестерни относительно колеса можно более низко расположить дно кузова и, тем самым, снизить положение центра тяжести автомобиля в целом, но, с другой стороны, чем больше коэффициент гипоидного смещения, тем ниже КПД передачи.

## История
В главной передаче легкового автомобиля гипоидные шестерни впервые применены в 1926 году фирмой Packard.

### В СССР
В Советском Союзе гипоидные передачи разрабатывались и использовались для грузовых автомобилей (ГАЗ-52, ГАЗ-53, ГАЗ-66 и их модификаций), для ведущих гипоидных мостов, коробок передач и рулевого управления легковых автомобилей (ВАЗ, АЗЛК, автомобили «Волга» и др.).

### В России
В настоящее время в России разрабатываются улучшенные версии гипоидной передачи.